# Joseph von Stichaner

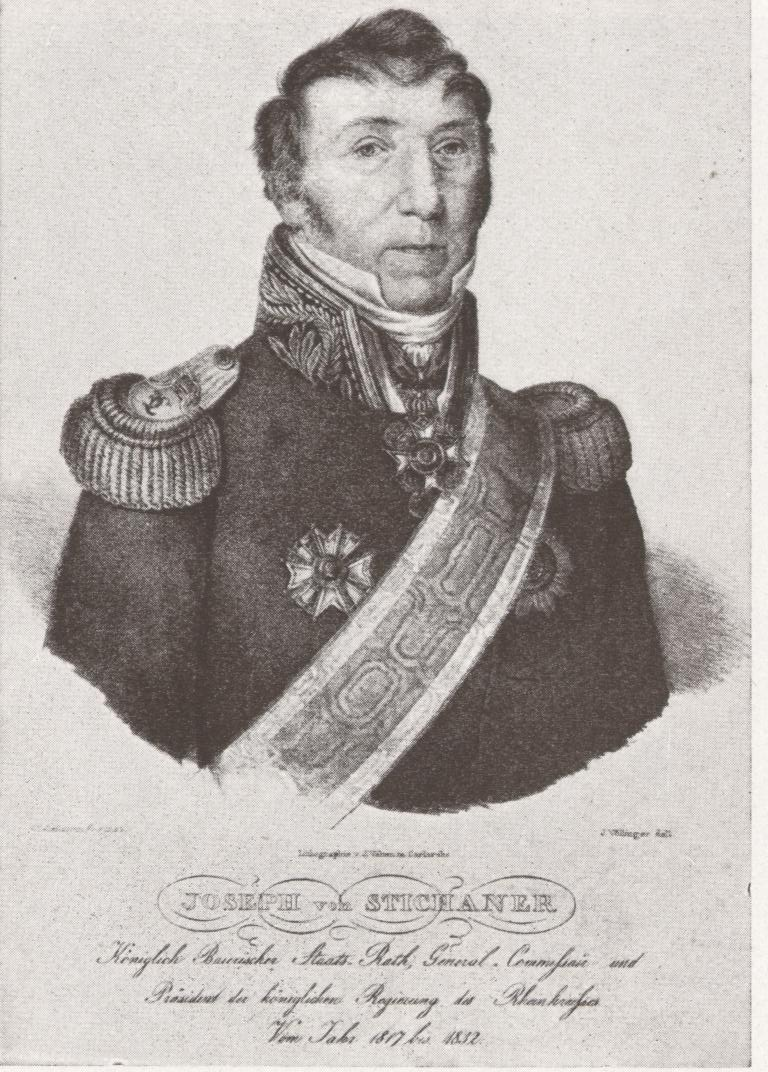
Joseph von Stichaner als Pfälzischer Regierungspräsident; Lithografie nach einem Gemälde von Joseph Kellerhoven

Joseph von Stichaner, mit vollem Namen Franz Joseph Wigand Edler von Stichaner (* 22. Oktober 1769 in Tirschenreuth, Oberpfalz; † 6. April 1856 in München), war ein bayerischer Verwaltungsbeamter und Staatsmann, auf diversen Plätzen einer der bedeutendsten Regierungspräsidenten im Königreich Bayern, Historiker, Gründer des Historischen Vereins der Pfalz, Mitglied der Bayerischen Akademie der Wissenschaften, Kommandeur und Großkreuzinhaber des Verdienstordens der Bayerischen Krone sowie Großoffizier der französischen Ehrenlegion.

## Leben

### Herkunft und Ausbildung

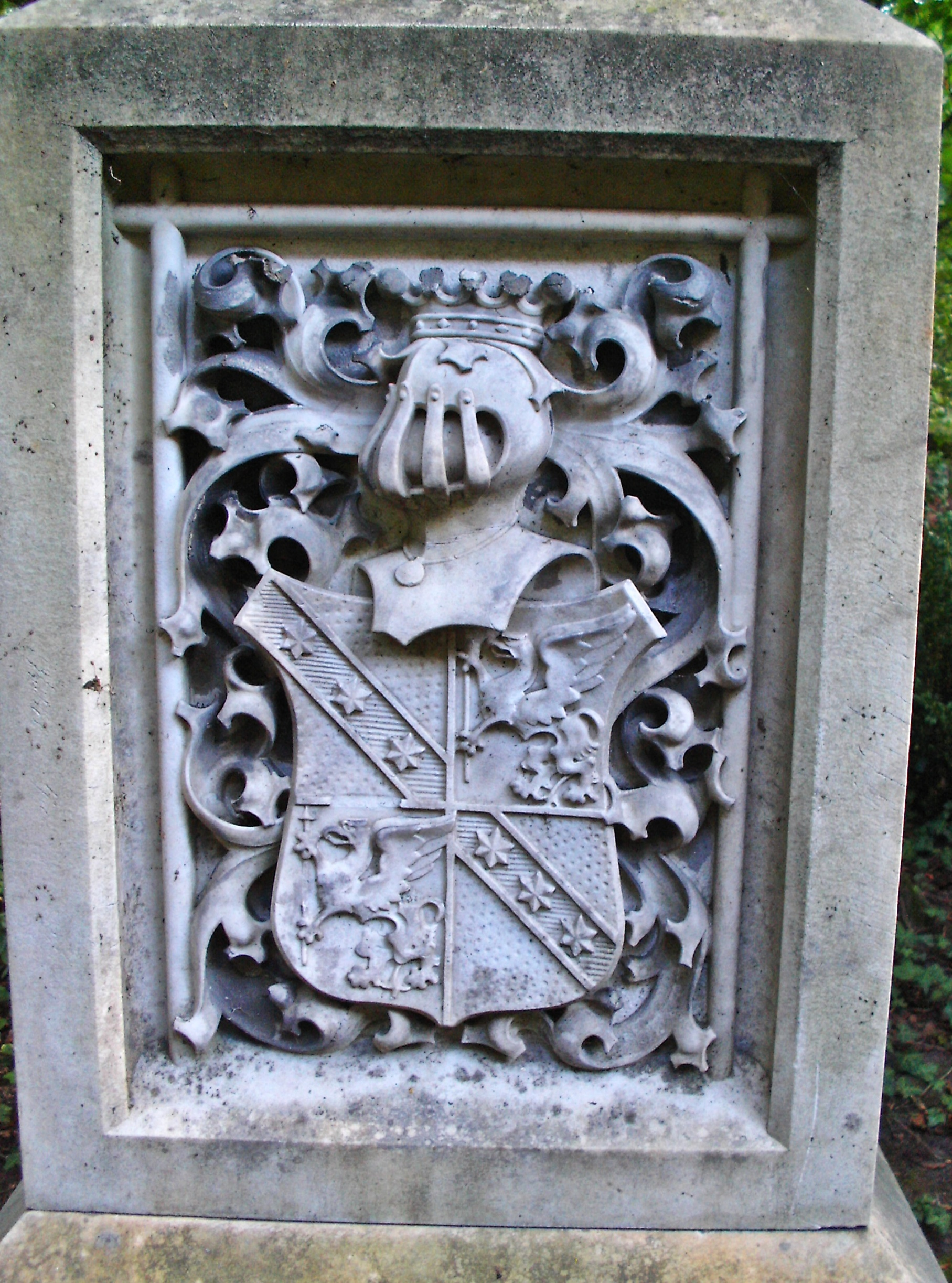
Wappen der „Edlen von Stichaner“ vom Grabstein des Enkels Philibert (1841–1863), Alter Friedhof Speyer

Joseph von Stichaner war der einzige Sohn von Franz Joseph August Stichaner (1726–1802) Amtsrichter des Klosters Wiesau sowie Oberhauptmann des Stiftes Waldsassen und dessen Ehefrau Franziska Pauer aus Falkenberg (Oberpfalz). Die väterliche Familie stammte ursprünglich aus Böhmen. Vater Stichaner wurde als „kurfürstlich bairischer Wirklicher Hofrath“, am 17. Dezember 1788, von Kurfürst Karl Theodor, als „Edler von Stichaner“ in den erblichen Adelsstand erhoben.
Der Junge besuchte die Lateinschule in Amberg, dann bis 1785 das heutige Wilhelmsgymnasium München und absolvierte danach am angeschlossenen Lyzeum das zweijährige Grundstudium (= Philosophie). Anschließend studierte Stichaner Rechts- und Staatswissenschaften an der Universität Göttingen, wo er viele Freundschaften mit später bekannten Persönlichkeiten schloss, u. a. auch mit dem englischen Prinzen Adolph Friedrich, Herzog von Cambridge. 1788 begann er seine praktische Tätigkeit am Reichskammergericht zu Wetzlar, 1789/90 komplettierte er die Studien in bayerischem Staats- und Verwaltungsrecht an der Universität Ingolstadt. Die juristische Staatsprüfung vor dem kurfürstlichen Hofrat in München bestand Joseph von Stichaner mit Auszeichnung und er wurde dabei als ein „bestens fundirt, gelehrt und treffliches subjectum“ bezeichnet.

### Bayerischer Staatsbeamter
Noch im gleichen Jahr verfasste er eine rechtliche Abhandlung „Ueber das Entscheidungsrecht des Pfalzgrafen bei Rhein bei einer streitigen deutschen Königswahl“. Die dadurch unter Beweis gestellte, fundierte Kenntnis der überaus verwickelten Rechtsverhältnisse des Deutschen Reiches und das warme Eintreten für die Rechte seines bayerischen Kurfürsten lenkten noch mehr die Aufmerksamkeit der regierenden Kreise auf ihn. Der junge Jurist beeindruckte überdies durch eine stattliche Erscheinung, feines Auftreten und großen Fleiß, so dass er schon am 10. Mai 1791, mit nur 21 Jahren, seine Anstellung als Akzessist bei der Oberlandesregierung in München erhielt.
1795 übertrug man ihm die Regulierung der Grenze gegen Tirol, wodurch er sich zum profunden Kenner der bayerischen Alpen entwickelte. 1796 besetzten die Franzosen unter General Moreau München und Stichaner wurde Mitglied der Kriegsdeputation; 1798 hatte er als „Polizei-Obercommissär“ unter dem Grafen Rumford die Polizei der Landeshauptstadt München zu organisieren.
Der neue Kurfürst Max IV. Joseph (später König Max I. Joseph) schätzte Stichaner noch mehr als sein Vorgänger. Auch sein 1. Minister, Maximilian von Montgelas, erkannte bald die vorzüglichen Eigenschaften des Verwaltungsbeamten und setzte ihn an wichtige Stellen.
Am 27. Februar 1799 avancierte Stichaner zum Referendar im Geheimen Justizdepartement, 1800 fielen die Franzosen abermals in Bayern ein und der Kurfürst floh nach Bamberg. Nun wurde er Mitglied der Hofkommission zur Verwaltung des Landes. 1805 hatte Stichaner die Verpflegung der französischen Truppen in Bayern zu regeln, ab 1806 verwandte man ihn im neu errichteten Innenministerium, wobei unter seiner direkten Mitwirkung die grundlegenden Organisationsgesetze des jungen bayrischen Staates geschaffen wurden, die etwa ein halbes Jahrhundert in Geltung blieben.

### Regierungspräsident

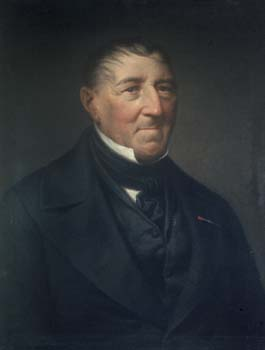
Joseph von Stichaner, Gemälde um 1840

Mit 38 Jahren berief ihn der König 1808 zum Regierungspräsidenten (Generalcommissär) des neugebildeten Unterdonaukreises in Passau. Hier hatte Stichaner 1809 eine Auseinandersetzung mit Kaiser Napoleon I., da er sich gegen das Gebaren der Franzosen verwahrte, die in dem verbündeten Bayern wie eine Besatzungsmacht hausten. Er musste sich dafür in einer persönlichen Audienz vor dem Kaiser verantworten und fiel bei diesem in Ungnade. König Max versetzte ihn daraufhin mit der gleichen Amtsstellung zunächst in den Regenkreis nach Straubing, dann in die Stadt Augsburg.
1811 entwarf Stichaner in wenigen Monaten ein neues Polizeistrafgesetzbuch für das Königreich; 1813 wurde er als „Generalcommissär“ des Illerkreises nach Kempten berufen. 1814 beauftragte ihn der König, die administrative Abwicklung der Rückgabe Vorarlbergs an Oesterreich zu vollziehen. Da er dies zur vollen Zufriedenheit tat, wurde ihm die gleiche Aufgabe bei der Übernahme von Würzburg und Aschaffenburg in den bayerischen Staatsverband übertragen. Daneben ließ er einen Entwurf für das Verfahren in Polizeistrafsachen als 2. Teil zu seinem früheren Gesetzentwurf erscheinen.
Am 19. März 1817 versetzte man Joseph von Stichaner auf seine bisher wichtigste Stelle, als Regierungspräsident des neu erworbenen Rheinkreises, also der Pfalz. Er bekleidete das Amt eines Staatsrates mit dem Titel „Excellenz“ und löste den glücklosen und unbeliebten Vorgänger, Freiherrn Franz Xaver von Zwack ab. Hier sollte Stichaner von 1817 bis 1832 wirken, länger als auf allen seinen früheren Stellen. Der neu erworbene Rheinkreis, der politisch zwar zu Bayern gehörte, als Enklave jedoch ohne geographische Verbindung zum Mutterland und von anderen Staaten eingeschlossen war, bestand vor der französischen Besatzung aus etwa 50 eigenständigen Herrschaften. In der Franzosenzeit gehörte das Gebiet vier unterschiedlichen Departements an, die Bevölkerung hatte unter Krieg und Besetzung sehr gelitten. Nahezu alles musste neu geschaffen und verordnet werden. Joseph von Stichaner ging behutsam und sachkundig, jedoch voller Energie ans Werk. Die Menschen behandelte er mit äußerstem Wohlwollen und pflegte ein gutes Verhältnis zu allen Religionsgemeinschaften, besonders zum wiedererstandenen Bistum Speyer und seinen Würdenträgern. In relativ kurzer Zeit gelang es ihm, den Wohlstand der Provinz zu heben; Kultur und Bildung neu zu beleben. Er konsolidierte die bayerische Herrschaft auf dem linken Rheinufer nachhaltig, was der von dort stammende König mit großer Zufriedenheit registrierte. Während man vorher, in Verballhornung des unbeliebten Regierungspräsidenten Freiherrn von Zwack-Holzhausen, die Bayern als „Zwackel“ oder „Zwockel“ verspottete, wurde nun der Name Stichaner zum Synonym für eine gute Administration. Noch Jahre nach Stichaners Ablösung hieß es in der Pfalz von einem fähigen, freundlichen Beamten, dass er ein „Stichaner“ sei.
Er teilte die Provinz in die vier Bezirksdirektionen Frankenthal (Pfalz), Landau (Pfalz), Kaiserslautern und Zweibrücken auf, am 6. November 1817 erfolgte die Einrichtung von zwölf Landkommissariaten (Landkreise), die 70 Jahre lang unverändert blieb und im groben Umfang bis heute fortdauert. Ebenfalls 1817 erfolgte auch die Unterteilung des Rheinkreises in Kantone (Distrikte), mit jeweils einem Friedensgericht (heute Amtsgericht), eine justizmäßige Gliederung die fast unverändert weiterbesteht. Stichaner bildete mit Genehmigung des Monarchen auch einen gewählten Landrat aus der Bürgerschaft und erließ ein entsprechendes Gesetz darüber. Der Regierungspräsident ordnete das Forstwesen neu, schuf eine vorbildliche medizinische Versorgung und eine amtliche Baukommission zur Förderung der Infrastruktur. Die französischen Münzen wurden eingezogen und gegen bayerische ersetzt bzw. umgetauscht; das Schulwesen grundlegend reformiert. Viele Kirchen und Schulhäuser, die dem Verfall nahe waren, ließ Stichaner wiederherstellen oder neu aufbauen. Der altehrwürdige Kaiserdom in Speyer, der noch 1820 als Stroh- und Heumagazin diente, wurde unter Federführung Joseph von Stichaners in Stand gesetzt. Während der französischen Herrschaft stieg infolge der unaufhörlichen Kriege die Schuldenlast der Gemeinden ins Unerträgliche, man begann sogar bereits den Gemeinden ihr Eigentum, besonders ihre wertvollen Waldungen, wegzunehmen. Stichaner gelang die Tilgung fast der ganzen Kriegsschuld in Höhe von 7 Millionen Gulden. Er legte neue Straßen an, ließ gegen die permanenten Überschwemmungen mächtige Dämme errichten und zur Förderung der Schifffahrt 13 Rheindurchstiche (Begradigungen) vornehmen. In Frankenthal erbaute man die große „Kreis-Armen- und Irrenanstalt“; in Kaiserslautern das Zentralgefängnis.
Die Grenze zwischen der bayerischen Pfalz und Frankreich wurde unter Stichaners Ägide 1825/26 definitiv festgelegt und letzte Unklarheiten beseitigt. Dafür ernannte ihn König Karl X. von Frankreich zum Großoffizier der französischen Ehrenlegion.
1829 unternahm das neue Königspaar Ludwig I. und Therese eine Rundreise durch die Pfalz und überzeugte sich von dem Aufschwung der Provinz unter der vorzüglichen Verwaltung Stichaners. Die Majestäten sprachen ihm ihre volle Anerkennung aus.
Als 1830 die französische Juli-Revolution fast ganz Europa in Unruhe und zum Teil in Aufstände versetzte, befürchtete man auch in der an Frankreich angrenzenden Pfalz heftige Unruhen. Deshalb glaubte man in München, den eher milden Stichaner durch einen „schärferen“ Mann ersetzen zu müssen. Joseph von Stichaner erhielt am 10. Februar 1832 seine Versetzung als Regierungspräsident ins fränkische Ansbach. Die Kreishauptstadt Speyer verlieh ihrem scheidenden Präsidenten am 17. Februar 1832 die Ehrenbürgerwürde, brachte ihm einen großartigen Fackelzug dar und gab ihm mit vielen Wagen das Ehrengeleit bis über die Grenze der Pfalz hinaus, nach Mannheim. Seine direkten Nachfolger regierten angesichts der sich zuspitzenden politischen Verhältnisse streng aber glücklos.

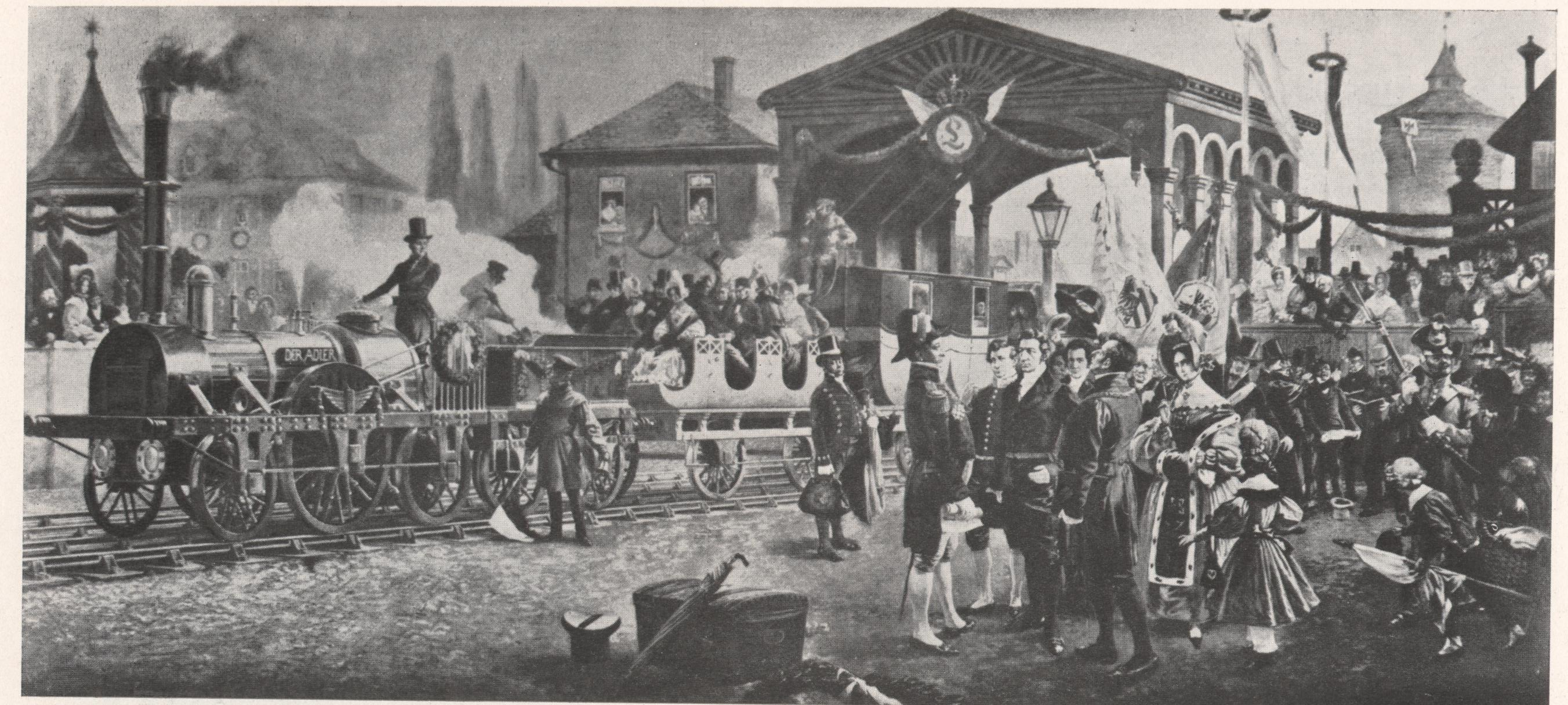
Regierungspräsident Joseph von Stichaner (Vordergrund Mitte, mit Frack, Degen, Beamtenhut und weißen Kniebundhosen) eröffnet als Vertreter des Königs die 1. Deutsche Eisenbahn zwischen Nürnberg und Fürth, am 7. Dezember 1835.

Auch als Regierungspräsident im Rezatkreis (Mittelfranken) blieb ihm der König unvermindert gewogen. An seinem Sitz in Ansbach verkehrte er viel mit dem berühmten Gerichtspräsidenten Anselm von Feuerbach, empfing in seinem Haus den rätselhaften Kaspar Hauser und ließ ihm nach seiner angeblichen Ermordung im Dezember 1833 einen Gedenkstein setzen. Am 7. Dezember 1835 eröffnete er als Vertreter des Königs die erste deutsche Eisenbahnverbindung zwischen Nürnberg und Fürth. Diese Szene hat der Historienmaler Heinrich Heim 1906 als Monumentalgemälde für das Deutsche Museum München gestaltet.

### Alterstätigkeit
Schließlich berief König Ludwig I. den fast Siebzigjährigen als persönlichen Berater und Staatsrat im ordentlichen Dienst an seine Seite.
Joseph von Stichaner trat am 8. Dezember 1846, im Alter von 77 Jahren, in den Ruhestand und wurde unter die „Staatsräte im außerordentlichen Dienste“ eingereiht. Die ihm noch verbleibenden Lebensjahre verwandte er auf wissenschaftliche Arbeiten. Mit 85 Jahren zog er sich völlig aus dem öffentlichen Leben zurück. Im März 1856 erkrankte er ernstlich und verstarb am 6. April 1856 in München.

### Familienverhältnisse
Stichaner war seit 14. Mai 1798 verheiratet mit Maria Bauer Freiin von Heppenstein, Tochter des Oberlandesregierungsrathes Freiherrn Bauer von Heppenstein und seiner Gattin Franziska geb. Freiin von Weinbach, mit der er 42 Jahre in glücklicher Ehe lebte († 1840 in München). Aus dieser Ehe stammten drei Töchter und zwei Söhne, wovon einer mit elf Jahren verstarb. Die 1815 geborene jüngste Tochter Caroline („Lina“) heiratete in erster Ehe Friedrich von Gienanth, Sohn des Ludwig von Gienanth, Gießereibesitzer zu Eisenberg (Pfalz). Vor allem sie, aber auch ihre beiden älteren Schwestern Maria, früh verwitwete von Wiebeking und die 1810 geborene Franziska („Fanni“) unterhielten 1832/33 freundschaftliche Kontakte zu dem vorgenannten Kaspar Hauser. Der Sohn Joseph August (1799–1861) war bayerischer Regierungsrat in Speyer. Dessen Sohn Joseph Philipp erreichte 1886 als Bezirkspräsident in Straßburg eine ähnliche Stellung wie der Großvater.

## Auszeichnungen
Stichaner erhielt das Ritterkreuz des Verdienstordens der Bayrischen Krone, 1810 das Kommandeurkreuz und 1825 das Großkreuz dieses höchsten Zivilverdienstordens. König Ludwig I. verlieh ihm 1844 eigenhändig das Ehrenkreuz des Ludwigsordens für 50-jährige treue Staatsdienste. Wie bereits erwähnt war er auch Großoffizier der französischen Ehrenlegion.

## Historiker
Zeitlebens interessierte sich Joseph von Stichaner für die Geschichtsforschung. Die vielen römischen Altertümer in Bayern erregten sein besonderes Interesse. Über dieses Thema publizierte er 1808 zwei Hefte mit lithographischen Abbildungen, worauf ihn die königliche Akademie der Wissenschaften in München zu ihrem Ehrenmitglied ernannte. Auch in Augsburg fand er diesbezüglich später ein reiches Betätigungsfeld.

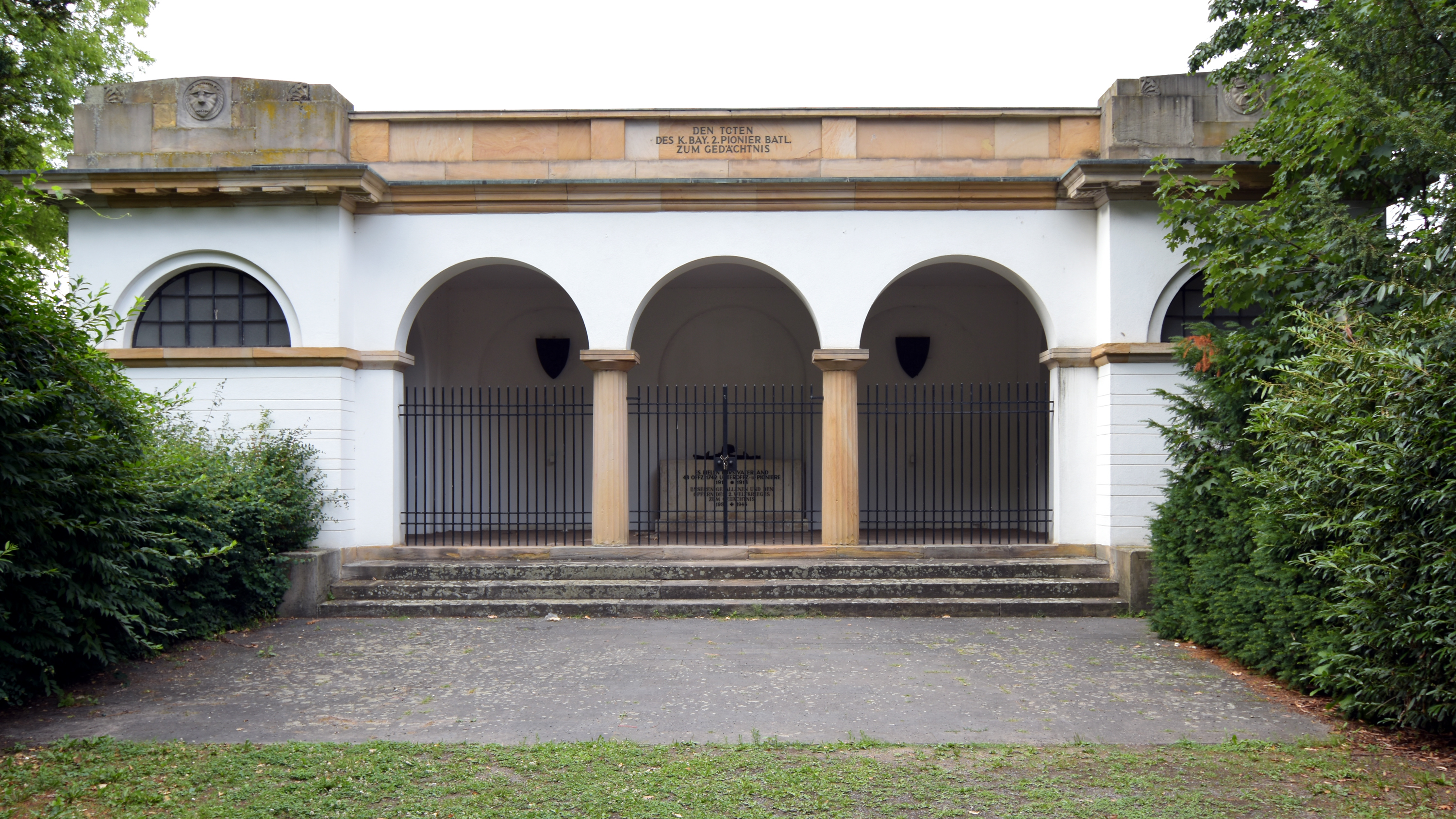
Stichaners Antikenhalle in Speyer, heute Ehrenmal des 2. Bayerischen Pionierbataillons.

Als Pfälzischer Regierungspräsident initiierte er ab 1. Januar 1818 ein „Kreis-Intelligenzblatt“, in welchem er im Laufe der Jahre mehr als 50 Artikel über aufgefundene Altertümer (besonders aus der Römerzeit), über Römerstraßen, Grabhügel, Verschanzungen, teilweise sogar mit eigenhändigen Zeichnungen versehen, zum Abdruck brachte. Um die Erforschung der Geschichte und die Erhaltung ihrer Relikte war er unablässig bemüht und suchte auch andere dafür zu begeistern. Er ließ 1826, nördlich des Speyerer Domes, durch den Weinbrenner-Schüler und Regierungsbaubeamten Johann Philipp Mattlener, die immer noch existierende „Antikenhalle“ erbauen, um darin repräsentativ die vielen Bodenfunde aufzubewahren. Schon nach kurzer Zeit reichte der Platz aber nicht mehr aus und Stichaner strebte die Gründung eines staatlichen Museums an, die sich jedoch noch bis 1907 verzögerte. 1827 gründete er den „Historischen Verein der Pfalz“, dessen erster Vorsitzender er war. Mit Stichaners Versetzung nach Ansbach schlief der Verein zwar zunächst ein, man belebte ihn jedoch mehrmals neu, zuletzt 1869, und er existiert noch immer. Die Universität Erlangen verlieh dem Beamten die Würde eines Ehrendoktors beider Rechte. Die Bayerische Akademie der Wissenschaften ernannte ihn 1838 zu ihrem ordentlichen Mitglied und wählte ihn 1842 zum Sekretär der historischen Klasse, an deren Sitzungen er regelmäßig teilnahm und in deren Publikationen er mehrere Abhandlungen veröffentlichte. Der Regierungspräsident war außerdem Ehrenmitglied der historischen Vereine zu Speyer, Würzburg, Augsburg, Bayreuth, Wiesbaden, Hannover, Sinsheim, des Albrecht-Dürer-Vereins zu Nürnberg und Mitglied der königlichen Gesellschaft für nordische Altertümer in Kopenhagen. Der Historische Verein von Oberbayern berief Stichaner 1838 in den Vorstand, 1840 zum zweiten und 1847 zum ersten Vorsitzenden, was er bis in sein Todesjahr blieb. Er stand in näherer Verbindung mit dem Schweizer Historiker Heinrich Zschokke, der sich mit ihm über die Herausgabe seiner „Bayrischen Geschichte“ eingehend beriet und auf sein Urteil großes Gewicht legte. Seine ausgedehnte Tätigkeit ließ ihn mit vielen herausragenden Persönlichkeiten seiner Zeit bekannt werden. Auch mit Domkapitular Johannes von Geissel in Speyer, dem späteren Kardinal, verband ihn eine enge Freundschaft, da dieser ebenfalls historisch sehr interessiert war.

## Sonstiges
In 67346 Speyer und in 86551 Aichach existiert jeweils eine nach Joseph von Stichaner benannte Straße, in seinem Geburtsort 95643 Tirschenreuth eine Stichanerstraße und ein Stichanerplatz.